# Municipio de Pleasant Gap
El municipio de Pleasant Gap (en inglés: Pleasant Gap Township) es un municipio ubicado en el condado de Bates en el estado estadounidense de Misuri. En el año 2010 tenía una población de 232 habitantes y una densidad poblacional de 1,96 personas por km².

## Geografía
El municipio de Pleasant Gap se encuentra ubicado en las coordenadas 38°9′58″N 94°13′17″O / 38.16611, -94.22139. Según la Oficina del Censo de los Estados Unidos, el municipio tiene una superficie total de 118.16 km², de la cual 117,69 km² corresponden a tierra firme y (0,4 %) 0,47 km² es agua.

## Demografía
Según el censo de 2010, había 232 personas residiendo en el municipio de Pleasant Gap. La densidad de población era de 1,96 hab./km². De los 232 habitantes, el municipio de Pleasant Gap estaba compuesto por el 96,98 % blancos, el 1,72 % eran afroamericanos y el 1,29 % eran de una mezcla de razas. Del total de la población el 0,86 % eran hispanos o latinos de cualquier raza.